# بريجيته بلوبل
بريجيته بلوبل Brigitte Blobel (ولدت في هامبورغ في نوفمبر 1942) هي أديبة وصحفية ألمانية.وهي من أشهر كتاب الرواية. كتبت الرواية والسيناريو لبعض الأفلام, وكذلك كتبا للأطفال والشباب.

## حياتها
نشأت بريجيته بلوبل في هامبورغ, ودرست علوم المسرح والسياسة. وعملت محررة في وكالة الأسوشيتيد برس للأنباء في فرانكفورت (على الماين). وبجوار عملها كصحفية حرة وكاتبة سيناريو, فهي تؤلف كتبا للأطفال والبالغين.

## أعمالها الروائية
1. الأرض الباردة
2. قلب القاتل
3. الابن الآخر
4. الباحث عن السعادة
5. بيت البرتغالي
6. سعادة الأم
7. ليالي بيروت
8. عبير الغريب
9. احتراق القلب

## روابط خارجية
- بريجيته بلوبل على موقع IMDb (الإنجليزية)
- بريجيته بلوبل على موقع ألو سيني (الفرنسية)
- بريجيته بلوبل على موقع قاعدة بيانات الفيلم (الإنجليزية)
- بريجيته بلوبل على موقع كينوبويسك (الروسية)